# L'Aveugle fin de siècle
 (juillet 2025).
Pour plus de détails, voir Fiche technique et Distribution.
L’Aveugle fin de siècle est un film français réalisé par Alice Guy en 1898.

## Synopsis
Assis sur un banc, un « aveugle » mendie et vérifie au passage les pièces qu’on lui donne. Survient un agent de police qui le somme de disparaître, lui et son chien. Arrive alors un brave bourgeois qui prend la place de l’« aveugle » et que la lecture du journal ne tarde pas à endormir. L’« aveugle » réapparaît, affuble le doux rêveur de sa pancarte — sur laquelle on lit « Aveugle par nécessité » —, de sa sébile et le lie à son chien ; il s’éloigne à nouveau non sans avoir procédé à un échange de chapeaux et avoir subtilisé la montre du dindon de la farce. Notre malheureux héros ne reste pas longtemps tranquille car l’agent revient pour déloger manu militari ce nouveau contrevenant à l’ordre public. Hébétude de l’intéressé ! Rires des passants et triomphe de l’« aveugle » !

## Analyse
Tourné en « studio » dans un décor de théâtre : le sol est constitué de « planches ».

## Fiche technique
- Titre : L’Aveugle fin de siècle (The Turn-of-the-Century Blind Man en anglais)
- Réalisation : Alice Guy
- Scénario : Alice Guy
- Société de production : Société L. Gaumont et compagnie
- Pays d’origine :  France
- Genre : Burlesque
- Durée : 1 minute
- Dates de sortie : 1898
- Licence : Domaine public[réf. nécessaire]

## Autour du film
D’après la filmographie IMDB, deux films d’Alice Guy sont intitulés L’Aveugle, le premier daté de 1897 et le second de 1899. L'année retenue ici — 1898 — est celle du coffret de DVD Le cinéma premier 1897-1913 volume 1 édité par Gaumont en 2008 et paraît correspondre à L’Aveugle daté 1897 dans IMDB.